# Marc Demeyer
Marc Demeyer (Avelgem, 19 aprile 1950 – Merelbeke, 20 gennaio 1982) è stato un ciclista su strada belga.
Professionista dal 1972 al 1982, conta la vittoria di una Parigi-Roubaix, due tappe al Giro d'Italia e due al Tour de France.

## Carriera
Passò professionista nell'agosto 1972, firmando il contratto con la Beaulieu-Flandria di Brik Schotte proprio alla partenza della Dwars door Vlaanderen, che poi vinse. Negli anni seguenti fu uno dei principali gregari di Freddy Maertens, risultando spesso l'ultimo uomo per le volate del connazionale; si distinse anche come uno specialista delle classiche, uno dei "tre moschettieri" del team Flandria insieme a Michel Pollentier e proprio a Maertens.
Si aggiudicò in totale 68 corse tra i professionisti: la sua vittoria di maggior prestigio è quella alla Parigi-Roubaix del 1976, quando nel velodromo di Roubaix riuscì a precedere Francesco Moser, il vincitore del 1975 Roger De Vlaeminck e il campione del mondo in carica, l'olandese Hennie Kuiper; il trionfo venne immortalato nel documentario En Forårsdag i Helvede del regista danese Jørgen Leth. In carriera conta anche otto partecipazioni e due tappe vinte al Tour de France: il suo miglior piazzamento nella corsa a tappe francese è il 41º posto nel 1974.
È morto a soli 31 anni, nel gennaio 1982, per un arresto cardiaco.

## Palmarès
- 1971 (Dilettanti)

Giro delle Fiandre Dilettanti
5ª tappa Corsa della Pace
10ª tappa Corsa della Pace
- 1972

Dwars door Vlaanderen
Le Samyn
Grand Prix d'Isbergues
- 1973

Grand Prix de Denain
1ª tappa Quattro giorni di Dunkerque (Dunkerque > Dunkerque)
- 1974

Grand Prix Pino Cerami
2ª tappa Quattro giorni di Dunkerque (Lilla > San Quintino
Grote Scheldeprijs
Circuit des Régions Linières
Parigi-Bruxelles
- 1975

Nokere Koerse
3ª tappa, 1ª semitappa Quattro giorni di Dunkerque (San Quintino > Saint-Amand-les-Eaux)
2ª tappa Tour de Luxembourg (Bettembourg > Echternach)
Omloop van de Westkust
Grand Prix d'Orchies
- 1976

Parigi-Roubaix
Grand Prix de la Banque
- 1977

Grote Scheldeprijs
14ª tappa Giro d'Italia (Voghera > Vicenza)
16ª tappa, 2ª semitappa Giro d'Italia (Trieste > Gemona del Friuli)
Circuit des Frontières
Omloop van het Houtland
- 1978

Grand Prix du Tournaisis
19ª tappa Tour de France (Losanna > Belfort)
- 1979

Circuit des Régions Linières
1ª tappa Setmana Catalana (Santa Eulàlia de Ronçana > La Llagosta)
2ª tappa Giro del Belgio
1ª tappa Quattro giorni di Dunkerque (Dunkerque > Dunkerque)
2ª tappa Quattro giorni di Dunkerque (Aire-sur-la-Lys San Quintino)
5ª tappa, 1ª semitappa Quattro giorni di Dunkerque (Villeneuve-d'Ascq > Poperinge)
Flèche Côtière
4ª tappa Critérium du Dauphiné Libéré
3ª tappa Grand Prix du Midi Libre
4ª tappa Grand Prix du Midi Libre
14ª tappa Tour de France (Belfort > Évian-les-Bains)
- 1980

Omloop der Drie Provincien
3ª tappa Grand Prix du Midi Libre
Circuit des Frontières

### Altri successi
- 1972

Circuito di Waregem
- 1973

Classifica sprint Tour de France
Circuito di Bellegem
Circuito di St Denijs
- 1974

Criterium di Ronse
Circuito di Wondelgem
Circuito di Heule
Criterium di De Panne
- 1975

Classifica sprint Tour de France
Circuito di St Denijs
Circuito di Geraardsbergen
Circuito di Vichte
Circuito di Ichtegem
Circuito di Deerlijk
- 1976

Circuito di Ninove
Circuito di Deinze
Criterium di Peer
- 1977

Circuito di Lichtervelde
Circuito di Lombardsijde
Circuito di Beernem
Circuito di Dilsen
Circuito di Moorslede
- 1978

Circuito di Ronse
Circuito di Herne
Circuito di Koekelare
Circuito di Wilrijk
Circuito di Kortemark
Circuito di Château-Chinon
- 1979

Circuito di Ronse
Circuito di Morslede
Circuito di Aalst
Circuito di Heule
Circuito di Vichte
- 1980

Circuito di Roeselare
Circuito di Eeklo

## Piazzamenti

### Grandi giri
- Giro d'Italia

1977: 78º
- Tour de France

1973: 72º
1974: 41º
1975: 42º
1976: 56º
1978: 49º
1979: 57º
- Vuelta a España

1977: 33º
1978: non partito (2ª tappa)

### Classiche
- Milano-Sanremo

1974: 14º
1975: 21º
1976: 16º
1977: 77º
1978: 131º
1979: 16º
1981: 64º
- Giro delle Fiandre

1973: 20º
1974: 6º
1975: 3º
1976: 3º
1977: 7º
1979: 2º
1980: 5º
1981: 34º
- Parigi-Roubaix

1974: 3º
1975: 4º
1976: vincitore
1977: 14º
1978: 10º
1979: 8º
1980: 5º
1981: 5º
- Liegi-Bastogne-Liegi

1978: 36º

### Competizioni mondiali
- Campionati del mondo

Ostuni 1976 - In linea: 50º
San Cristóbal 1977 - In linea: ritirato
Nürburgring 1978 - In linea: ritirato